# Çeltikçi (Burdur)
Çeltikçi ist ein Landkreis und eine Kreisstadt im Osten der türkischen Provinz Burdur. Der Landkreis grenzt im Nordosten an den zentralen Landkreis Burdur, im Nordosten an Ağlasun und im Süden an Bucak. Die Kreisstadt liegt an der Fernstraße D-650 von Burdur nach Antalya, die etwa zehn Straßenkilometer nördlich am Pass Çeltikçi Gecidi die Bergkette Katrancık Dağı überquert. Çeltikçi wurde 1968 (erkenntlich auch am Stadtsiegel) zur Gemeinde (Belde/Belediye) erhoben und zählte Ende 2020 40,4 Prozent der Kreisbevölkerung.
Der am 20. Mai 1990 durch das Gesetz Nr. 3644 vom zentralen Landkreis Burdur abgespaltene Landkreis ist flächenmäßig der kleinste und hat die zweitniedrigste Bevölkerung in der Provinz. Mit seiner Bevölkerungsdichte (30,9) reicht er nahezu an die der Provinz (3725 Einw. je km²) heran. Çeltikçi grenzt im Nordosten an den Kreis Ağlasun, im Nordwesten an den zentralen Landkreis (Merkez) Burdur und im Süden an den Kreis Bucak. Als Binnenkreis hat er keine Grenzen mit anderen Provinzen.
Neben der Kreisstadt besteht der Landkreis aus sechs Dörfern (Köy) mit durchschnittlich 494 Bewohnern. Bağsaray (1330) und Kuzköy (634) haben mehr Einwohner als der Durchschnitt.